# 1000 Piazzia
Az 1000 Piazzia (ideiglenes jelöléssel A923 PF) a Naprendszer kisbolygóövében található aszteroida. Karl Wilhelm Reinmuth fedezte fel 1923. augusztus 12-én, Heidelbergben.
A bolygót Giuseppe Piazzi itáliai csillagászról, a Ceres felfedezőjéről nevezték el.

## Kapcsolódó szócikk
- Kisbolygók listája